# Mura leonine
Le Mura leonine sono la cinta muraria di circa 5 km con 44 torri alte 14 m che venne eretta tra l'848 e l'852 da papa Leone IV a protezione del Colle Vaticano e della basilica di San Pietro.

## Storia

### Il saccheggio di San Pietro e la costruzione
Nell'agosto dell'846 i saraceni musulmani, fronteggiati dal popolo romano, riuscirono comunque a profanare e saccheggiare la Basilica Vaticana costantiniana che, come la Basilica di San Paolo fuori le mura, non era compresa nella cinta antica delle mura aureliane. Era la prima volta che un esercito non cristiano violava il tempio centro della cristianità: infatti né i visigoti di Alarico né i vandali di Genserico avevano profanato quel luogo sacro nei rispettivi sacchi del V secolo, pur avendo viceversa pesantemente infierito sul resto della città.
Papa Leone IV decise quindi che l'opera di difesa era indispensabile alla sopravvivenza della comunità pietrina, anche perché i musulmani, seppure cacciati dal caposaldo di Civitavecchia, continuavano a costituire un serio pericolo proveniente dalla Sicilia e dall'insediamento di Traetto sul Garigliano. Va ricordato che all'epoca la residenza papale era nel complesso del Laterano, e quindi l'esigenza di difendere l'area vaticana era dettata dalla sola necessità di proteggere il luogo di culto.

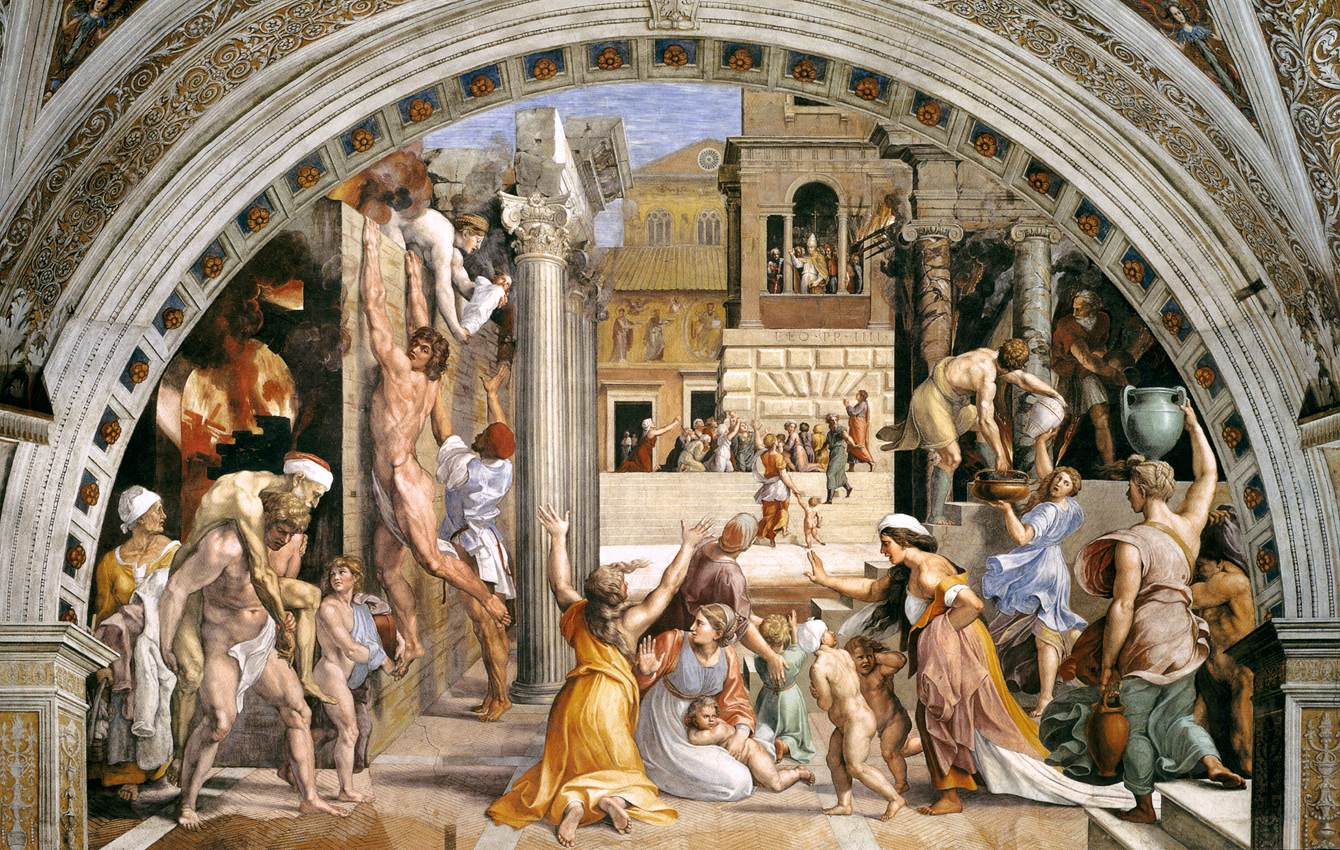
Incendio di Borgo, affresco di Raffaello nelle Stanze vaticane (1514)

Già papa Leone III, all'inizio del secolo, aveva incominciato ad ammassare i materiali necessari per l'edificazione di una difesa di tutta l'area, ma la sua morte e i disordini cittadini avevano fatto tramontare il progetto e gli stessi materiali edilizi radunati vennero dispersi o rubati. Ora, scampato non senza danni il pericolo (a cui, nello stesso 846, seguì un terremoto con conseguente incendio di gran parte del quartiere), l'opera non era più procrastinabile. Si ripeteva quello che, 600 anni prima, era avvenuto con l'imperatore Aureliano quando, spronato dal pericolo di possibili invasioni e attacchi da parte di eserciti barbari, realizzò in breve tempo una cerchia muraria (le mura aureliane, appunto) che, in quel caso, racchiudesse l'intera città. Lo stesso imperatore Lotario I, nell'ottobre dell'846, decretò la costruzione delle mura e si impegnò nel suo finanziamento.

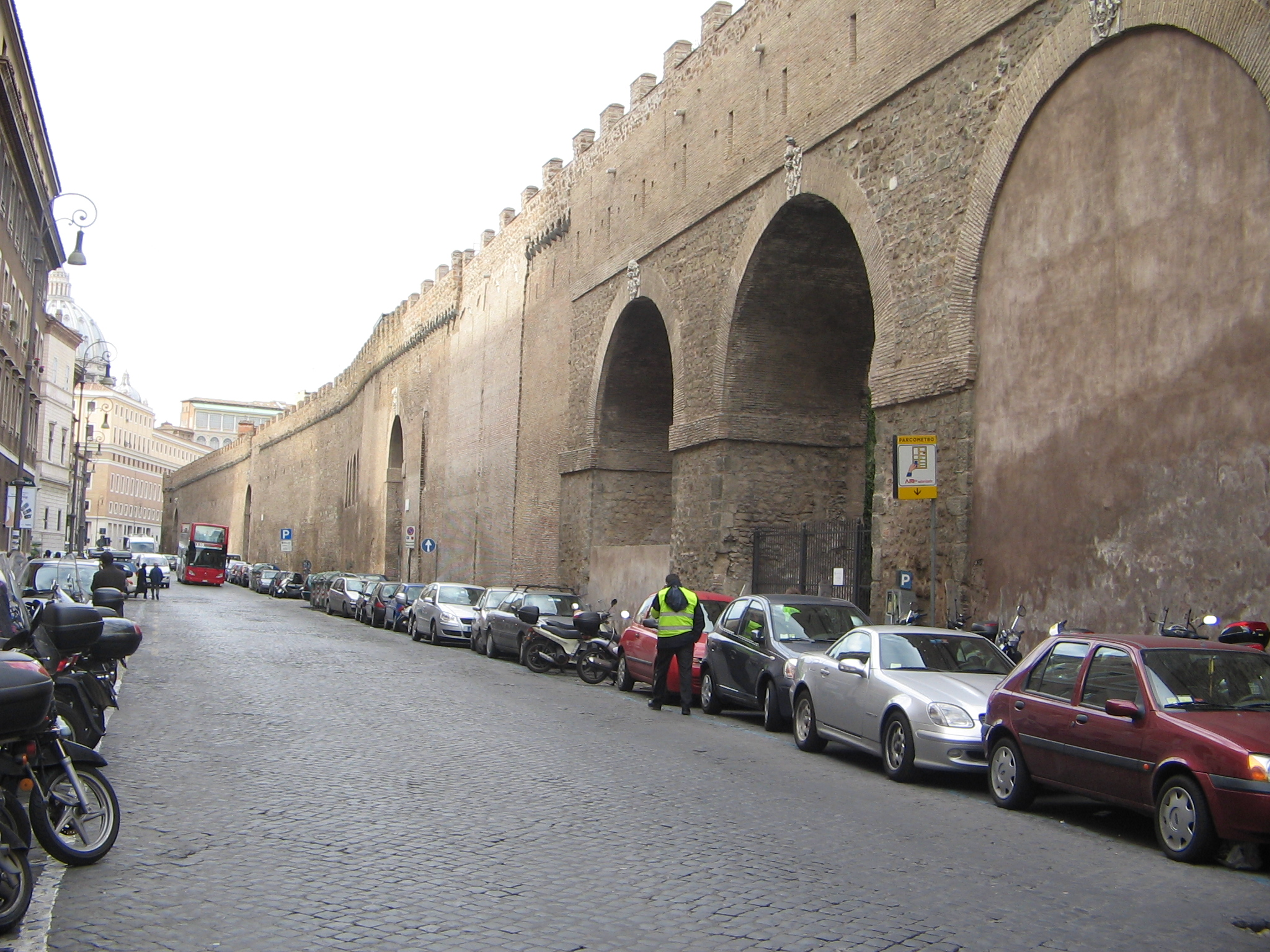
Il Passetto di Borgo

Il progetto riprendeva quello originario di Leone III, sfruttando (anche in questo caso come per le mura aureliane) strutture murarie preesistenti, come un muro risalente all'epoca della guerra gotica contro Totila il quale, impossessatosi della città nel 546, costruì una difesa intorno all’ager Vaticanus. Poiché però il pericolo investiva l'intera città, si provvide a effettuare anche altri interventi dove fosse risultato maggiormente necessario: in tutta fretta vennero rialzate 15 torri e rinforzate quasi tutte le porte delle mura aureliane. Il Tevere fu sbarrato, all'altezza della Porta Portuensis, con una catena comandata da due torri ai lati del fiume.

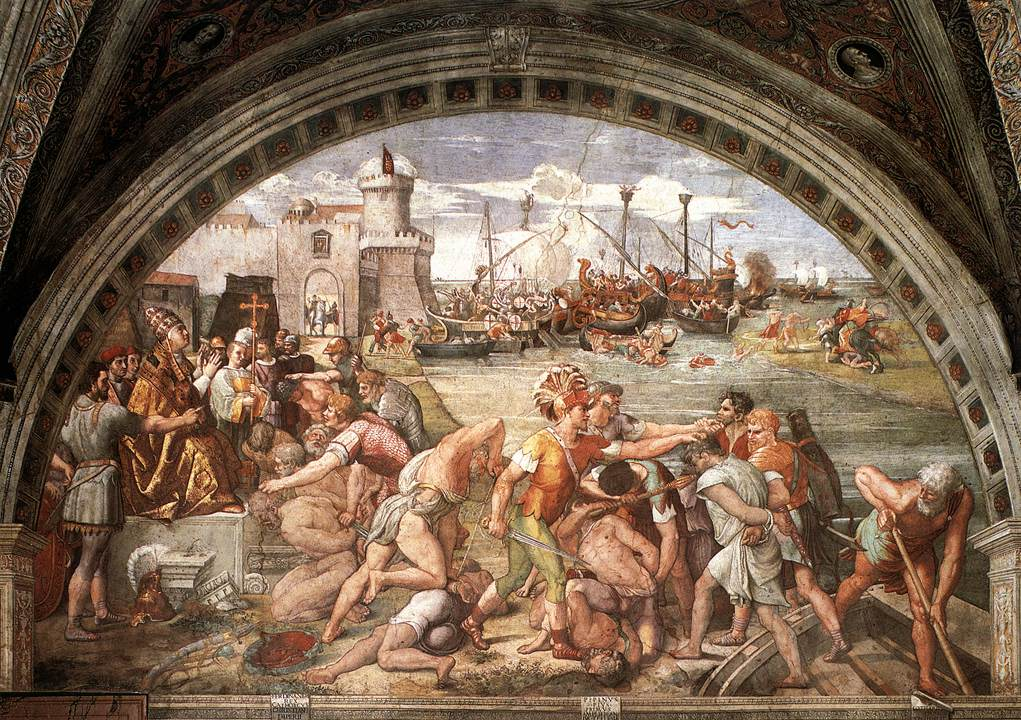
Battaglia di Ostia, affresco di Raffaello nelle Stanze vaticane (1514)

Utilizzando come manodopera cittadini romani, contadini delle domuscultae e in seguito anche saraceni presi prigionieri nella battaglia di Ostia (849), e servendosi come materiali edili di spogli degli edifici romani della zona, nell'848 venne incominciata la costruzione dell'opera, che si concluse nell'852. A futura memoria il papa volle che l'intera area racchiusa nella nuova cerchia muraria portasse il suo nome, e la chiamò “Città leonina”, il cui ricordo è tuttora presente nell'odierna toponomastica.
Su tutte le porte il papa fece affiggere distici latini che esaltavano sé stesso e l'imperatore Lotario (che aveva sostanziosamente contribuito alle spese e a cui il progetto era stato sottoposto per l'approvazione); il territorio così protetto venne consacrato da festeggiamenti e processioni memorabili, prima fra tutte l'inaugurazione, avvenuta con fasto solenne il 27 giugno 852, quando il Papa, con le più alte gerarchie cittadine ed ecclesiastiche al seguito, percorse a piedi nudi l'intera cerchia muraria, fermandosi a benedire ogni porta e ad implorare la protezione divina, mentre sette vescovi aspergevano di acqua santa le mura.
Da questo momento, il quartiere non venne più considerato una parte dell'Urbe, ma una città separata, la Civitas Leonina, appunto (o “Leoniana”), con magistrati e governatore propri, e tale rimase fino al 1586 quando, con papa Sisto V, divenne nuovamente una parte di Roma, come XIV rione, Borgo. La stessa autorità episcopale sul territorio fu affidata al vescovo di Selva Candida (poi di Santa Rufina) giacché i limiti della sua diocesi, che si estendeva fino a Porta San Pancrazio, giungevano a comprendere anche il Borgo appena edificato.

### Interventi successivi

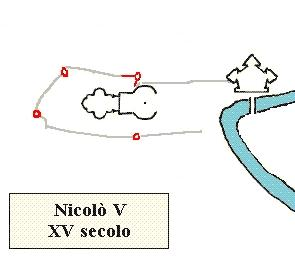
Gli interventi (in rosso) di Niccolò V sul muro preesistente (in grigio)

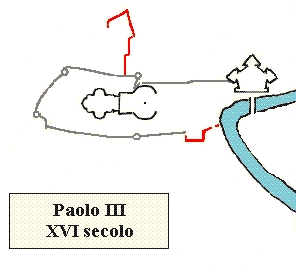
Mura Leonine: interventi di Paolo III (in rosso) sul muro preesistente (in grigio)

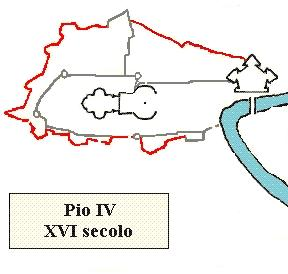
Mura Leonine: interventi di Pio IV (in rosso) sul muro preesistente (in grigio)

Gli attuali confini della Città del Vaticano

Nel XIV secolo, di ritorno dalla cattività avignonese con un consistente seguito, i papi cominciarono a pensare che il Vaticano fosse meglio difeso e difendibile rispetto al Laterano, anche grazie all'eccezionale fortezza costituita da Castel Sant'Angelo, e quindi si dedicarono a nuovi interventi sulla cinta leonina.
Le mura vennero così restaurate, ampliate e rinforzate a varie riprese (praticamente fino al XIX secolo), e si procedette anche ad aprire e chiudere altre porte e posterule, per rispondere a nuove esigenze logistiche, militari, edilizie e residenziali.
Il primo intervento di una certa rilevanza sembra risalire all'antipapa Giovanni XXIII (1410-1415), che incominciò la ricostruzione, in funzione difensiva, del “Passetto di Borgo” (all'epoca era chiamato “Lo Andare”) e demolì alcune torri e tratti di muro nel lato settentrionale del percorso leonino. Sebbene le cronache non ne facciano menzione, avrà probabilmente sostituito il muro demolito con un altro tratto maggiormente fortificato e, forse, un po' più ampio.
È comunque piuttosto controversa la paternità del Passetto inteso come passaggio dal Vaticano verso Castel Sant'Angelo. Secondo alcune fonti potrebbe essere stato già papa Niccolò III, intorno al 1280, ad attrezzarlo come passaggio privato. Altre fonti attribuiscono la predisposizione del passaggio al papa Bonifacio IX, verso il 1400, o anche all'antipapa Alessandro V, una decina d'anni più tardi. Quest'ultimo o, più verosimilmente, Giovanni XXIII, provvide comunque a rialzare il muro chiudendo la galleria con arcate. Intorno al 1500 papa Alessandro VI (1492-1503) restaurò (e disseminò di stemmi della sua casata, i Borgia) quel tratto di mura da porta San Pellegrino a Castel Sant'Angelo e il passaggio, che da allora prese il nome con cui è tuttora conosciuto.
Verso la metà del XV secolo papa Niccolò V (1447-1455) incominciò l'opera di ampliamento delle strutture edilizie di competenza del Vaticano in direzione nord, nella zona esterna sulla sinistra di porta San Pellegrino. Dovette quindi provvedere anche alla riedificazione di un tratto di cinta muraria in sostituzione di quella preesistente che, partendo dall'odierno “Portone di Bronzo” (l'accesso ufficiale ai Palazzi Vaticani), si congiungeva col muro del “Passetto” in corrispondenza del “Torrione di Niccolò V”, oltre ad altri due (o forse tre) torrioni nel muro precedente e a un generale rinforzo. L'esigenza di racchiudere nuovamente il Vaticano entro solide mura sembra comunque fosse dovuta anche ai timori che il papa nutriva nei confronti di Federico III, l'ultimo imperatore del Sacro Romano Impero incoronato a Roma da un papa.
L'espansione e le edificazioni continuarono con papa Sisto IV (è del 1473 la Cappella Sistina), poi con Innocenzo VIII e con Alessandro VI. Quest'ultimo effettuò interventi di restauro anche sull'altro lato, come indicano altri due stemmi borgiani, entrambi sulla sommità dell'arco della porta Turrioni-Cavalleggeri, ristrutturò Castello e rifece quasi tutte le porte.
Con papa Giulio II (1503-1513) l'espansione edilizia vaticana raggiunse un tale sviluppo da rendere urgente un ulteriore intervento di contenimento murario dell'intero complesso. A lui si deve l'apertura della Porta Giulia, nel punto in cui il muro di Niccolò V, provenendo dall'omonimo torrione, incontra l'attuale via del Belvedere. Si trattava di un accesso al Vaticano che però fu spesso tenuto chiuso.
La rinnovata paura di incursioni da parte dei pirati barbareschi, nonché le nuove tecniche poliorcetiche che prevedevano ormai l'uso massiccio di artiglierie (come si era potuto constatare in occasione del Sacco di Roma del 6 maggio 1527, in cui solo la resistenza e il sacrificio della Guardia Svizzera avevano consentito a papa Clemente VII di riparare a Castel Sant'Angelo attraverso il “Passetto” e sfuggire ai Lanzichenecchi), indussero papa Paolo III (1534-1549) a interventi di ammodernamento delle mura che avessero anche nuove caratteristiche difensive: muri inclinati, più resistenti alle brecce, al posto di quelli verticali; impasti di laterizio e travertino al posto del tufo; bastioni con pezzi d'artiglieria fiancheggiati da torrioni triangolari, rettangolari e pentagonali; fossati, terrapieni, casematte. In quest'opera di fortificazione poté avvalersi della consulenza (peraltro in continuo disaccordo) di ingegneri come Michelangelo e Antonio da Sangallo il Giovane, il cui progetto prevedeva la fortificazione di tutta la città (e in parte fu realizzato, sull'Aventino e in corrispondenza della porta Ardeatina, prima che venisse definitivamente interrotto per gli eccessivi costi).
I lavori ebbero inizio il 18 aprile 1543 e si protrassero per sei anni, con il Sangallo occupato fino alla sua morte (29 settembre 1546) nella zona Santo Spirito-Castello-Porta San Pellegrino e Michelangelo inizialmente solo a nord della porta San Pellegrino e poi, dopo la scomparsa del collega e fino al 1548, anche sull'area di competenza del Sangallo. L'attuale confine della Città del Vaticano, dall'angolo con piazza Risorgimento verso ovest, è ancora quello limitato dalla muraglia michelangiolesca.
Sempre per motivi di sicurezza e a causa dell'ampliamento del nuovo quartiere di “Borgo”, che si andava estendendo tra Castel Sant'Angelo e le recenti mura, l'8 maggio 1561 papa Pio IV (1559-1565) diede inizio a nuovi lavori e all'erezione di un nuovo tratto di mura, all'incirca lungo la direttrice delle odierne piazza Risorgimento – via S. Porcari – via Alberico II fino a incontrare il bastione settentrionale del castello. Il “Passetto”, ormai non più muro di cinta ma inserito nell'agglomerato urbano, cambiò di nuovo nome e divenne il “Corridore di Borgo”, con l'apertura di ben nove fornici. Simile sorte toccò alla porta San Pellegrino e alla Giulia che, già fortemente limitate (se non di fatto private) del loro ruolo dai lavori michelangioleschi, venivano ora a trovarsi molto arretrate rispetto al nuovo limite; entrambe furono chiuse nel 1563 e rimpiazzate dalla nuova porta Angelica, alla fine dell'attuale omonima via, nei pressi di piazza Risorgimento. L'intervento di Pio IV realizzò anche il tratto di bastioni tuttora esistente sul lato occidentale e meridionale del Colle Vaticano e sistemò il tratto “gianicolense” tra le porte Cavalleggeri e Santo Spirito.
Pio IV non vide però il compimento della sua opera, che fu portata a termine dal successore Pio V (1566-1572), come è provato dai numerosi stemmi disseminati lungo tutta la cerchia muraria e alternati a quelli di Pio IV sugli stessi tratti di mura.
Nato per proteggere il centro della cristianità e la residenza del pontefice, il nuovo confine conteneva ora un intero quartiere, che con decreto del 9 dicembre 1586 venne aggiunto agli altri come il XIV rione di Roma. Lavori di manutenzione e restauro continuarono a essere eseguiti fino all'inizio del XX secolo dai papi (sono rintracciabili stemmi di almeno altri 7 pontefici), e successivamente dallo Stato italiano. In seguito alla nascita della Città del Vaticano come conseguenza dei Patti Lateranensi (7 giugno 1929), i confini del nuovo Stato vennero ad essere delimitati in buona parte dalla cinta delle mura leonine allora esistenti.

## Struttura
La cinta, composta esternamente da piccoli blocchi di tufo, era spessa alla base circa 4 metri, aveva un nucleo di circa 6 metri d'altezza in opera cementizia, sul quale poggiava un camminamento provvisto di merlature, aveva 44 torri rettangolari coperte alte circa 14 metri che ospitavano ciascuna tre ambienti di servizio, e inizialmente tre soli accessi: una porta e due posterule:
- la porta più vicina a Castel Sant'Angelo era detta posterula Sancti Angeli, forse identificabile con la porta Cornelia delle mura aureliane; da qui incominciava l'antica via Cornelia che seguiva all'incirca il tracciato dell'attuale via della Conciliazione per proseguire oltre il colle Vaticano. Una diramazione, la via Tiberina, costeggiava il castello e raggiungeva la via Cassia e la via Flaminia all'altezza di Ponte Milvio;
- vicino alla chiesa di San Pellegrino (nella Città del Vaticano, riservata alla Guardia Svizzera Pontificia) era posta la porta Sancti Peregrini, poi detta anche porta Viridaria e porta Sancti Petri: era la principale per l'accesso al Vaticano da nord[5] ed è ancora visibile dietro il braccio del colonnato berniniano sotto il Palazzo Apostolico, difesa da due torri, nel rifacimento voluto da papa Alessandro VI; da qui partiva la via Trionfale che, incominciando all'incirca al centro della futura piazza San Pietro, in corrispondenza dell'attuale Obelisco Vaticano, passava sotto la porta e proseguita verso monte Mario;
- verso Trastevere, nei pressi dell'attuale chiesa di Santo Spirito in Sassia, si apriva la posterula Saxonum, divenuta poi porta Santo Spirito, sotto la quale passava la via Aurelia ‘'nova'’, che subito dopo piegava a destra per raggiungere l'odierna via Aurelia.

### Il tracciato originario

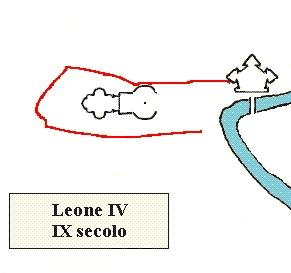
Il primo tracciato delle Mura Leonine

Il primitivo tracciato delle mura disegnava una sorta di ferro di cavallo, appoggiandosi a un'estremità al Mausoleo di Adriano, che già nel IX secolo era riutilizzato come fortificazione, risalendo e circondando il colle Vaticano e scendendo di nuovo al Tevere dalla collina del Gianicolo.

I resti della cinta originaria non sono molti, e la ricostruzione del tracciato primitivo è in alcune aree alquanto controversa. Sebbene l'autorevole Nibby ritenga più plausibile che le mura seguissero la base del colle, la maggior parte degli studiosi concorda sull'ipotesi che in diversi punti l'itinerario si sia inerpicato su per la collina, secondo il seguente percorso di massima (in senso orario): dalla riva del Tevere nei pressi dell'attuale porta Santo Spirito, superava il colle in linea quasi retta per scendere in corrispondenza dell'odierno largo di Porta Cavalleggeri, dove più tardi venne aperta l'omonima porta. Da qui fino alla successiva porta Fabbrica (anch'essa aperta in epoca seguente) l'antico tracciato segue probabilmente la muratura attuale, dopodiché si scosta di qualche metro e diventa finalmente visibile in alcuni resti del muro originale che si sono conservati in diversi tratti, salendo di nuovo su per il colle fino alla torre di San Giovanni (edificata in seguito), detta di Giovanni XXIII perché quel pontefice la restaurò e ne fece la sua dimora negli ultimi tempi del pontificato. Un'iscrizione ricorda l'intervento: 
“IOANNES XXIII PONT MAX / VETUSTIS MOENIBUS AC TURRIBUS / INGENTI OPERA SOLIDATIS INSTAURATISQUE / HEIC NOVAS AEDES INSTRUXIT / IN PULCHERRIMO ALMAE URBIS PROSPECTU / ANNO MCMLXII SACRI PRINCIPATUS IV”.
Dopo la torre il muro volta verso nord, raggiungendo un mezzo torrione di cui rimane un resto imponente. Altri resti, recentemente restaurati, ma che mostrano la struttura di base originaria, arrivano fino alla riproduzione artificiale della grotta di Lourdes, in corrispondenza della quale il muro scompare per un centinaio di metri per ricomparire di nuovo, con la medesima struttura, per un tratto fino alla oggi nota come “Torre Leonina” (che dal 1910 al 1932 ha ospitato un Osservatorio della Specola Vaticana e oggi vi si trovano la direzione della Radio Vaticana e una delle sue antenne).

Da qui il muro voltava di nuovo verso destra e qualche traccia è ancora visibile vicino alla “Fontana dell'Aquilone”, nei pressi della quale è visibile uno stemma di papa Paolo V soprastante un'iscrizione a ricordo di restauri operati da papa Leone XIII;
“LEO XIII PONTIFEX MAXIMUS / INIURIA TEMPORUM PROHIBITUS / TUTORE IN LOCO / INTRA VATICANI SEPTA / ERICI IUSSIT / ANNO CHR MDCCCLXXXV”.
Dopo la fontana la muraglia attraversava le aiuole dei moderni giardini, superava il piazzale della Zecca, passava nei pressi della “fonte del Sacramento”, dove si trovano ancora diversi importanti resti del muro originario e, superato il “Cortile del Belvedere”, arrivava nei pressi della porta Giulia dove, piegando leggermente verso sud-est, attraversava il Cortile di San Damaso, la piazza del Forno e si congiungeva alla porta San Pellegrino dopo la quale, per quel tratto praticamente rettilineo e tuttora perfettamente conservato composto dai resti delle mura di Totila e oggi noto come il “Passetto di Borgo”, raggiungeva la “posterula Sancti Angeli” e il bastione del castello.

### Il tracciato attuale
Il primo tratto della struttura difensiva che si incontra, dalla posizione della scomparsa porta Cornelia in senso orario, è direttamente la porta Santo Spirito, in quanto per il tratto lungo il fiume non è mai stato innalzato alcun muro, ritenendo sufficiente la poderosa struttura dell'antico e poi del moderno ospedale.

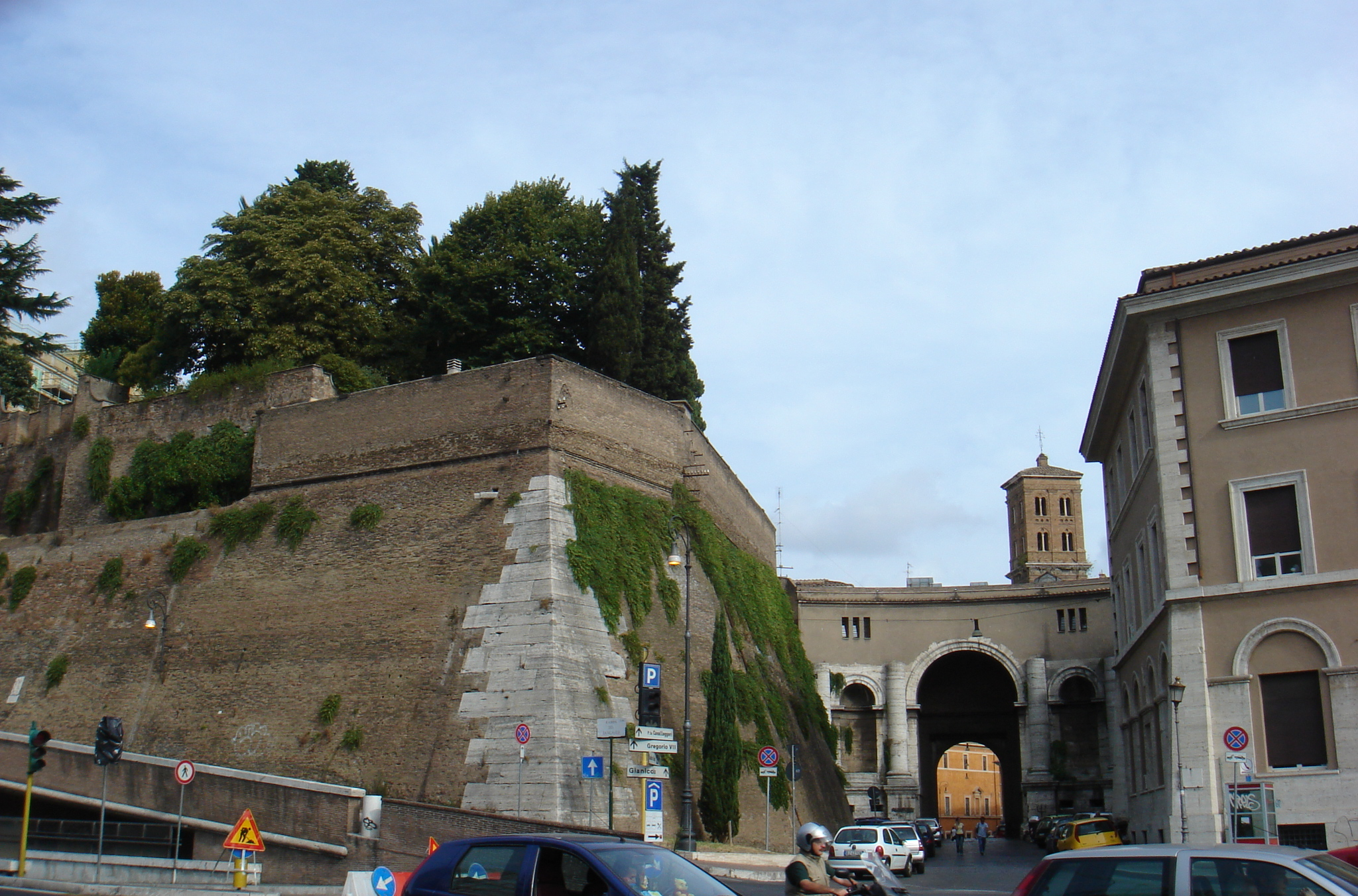
Il bastione di Antonio da Sangallo e Porta Santo Spirito

Sulla destra della porta, uscendo, l'imponente bastione del Sangallo che, proseguendo, si inerpica sulla collina che salda insieme il Vaticano al Gianicolo, e che è attraversata dal moderno traforo intitolato al Principe Amedeo di Savoia-Aosta.
Salendo lungo il bastione, a metà del quale è visibile uno stemma di Pio IV, verso la sommità del colle il muro è racchiuso nel moderno complesso di Propaganda Fide, all'interno del quale piega verso sud-ovest e ridiscende dal colle in uno slargo su viale delle Mura Aurelie. In questo punto le mura della città leonina si fondono con le mura Gianicolensi. Sempre in questo punto entrarono i Lanzichenecchi per il sacco di Roma del 1527. Sembra infatti che qui, dove già il muro non era particolarmente elevato, esistesse una casetta addossata alla muraglia con una finestrella che dava direttamente sull'altro lato del muro e che quindi servì da comodo passaggio.
Compiendo un doppio angolo in direzione nord, il muro prosegue fino in corrispondenza dell'uscita del moderno traforo su largo di Porta Cavalleggeri, dove sono visibili i resti del maestoso torrione circolare che anticamente diede il nome alla vicina “porta Turrionis”. Le due lapidi ricordano i caduti della prima e della seconda guerra mondiale.

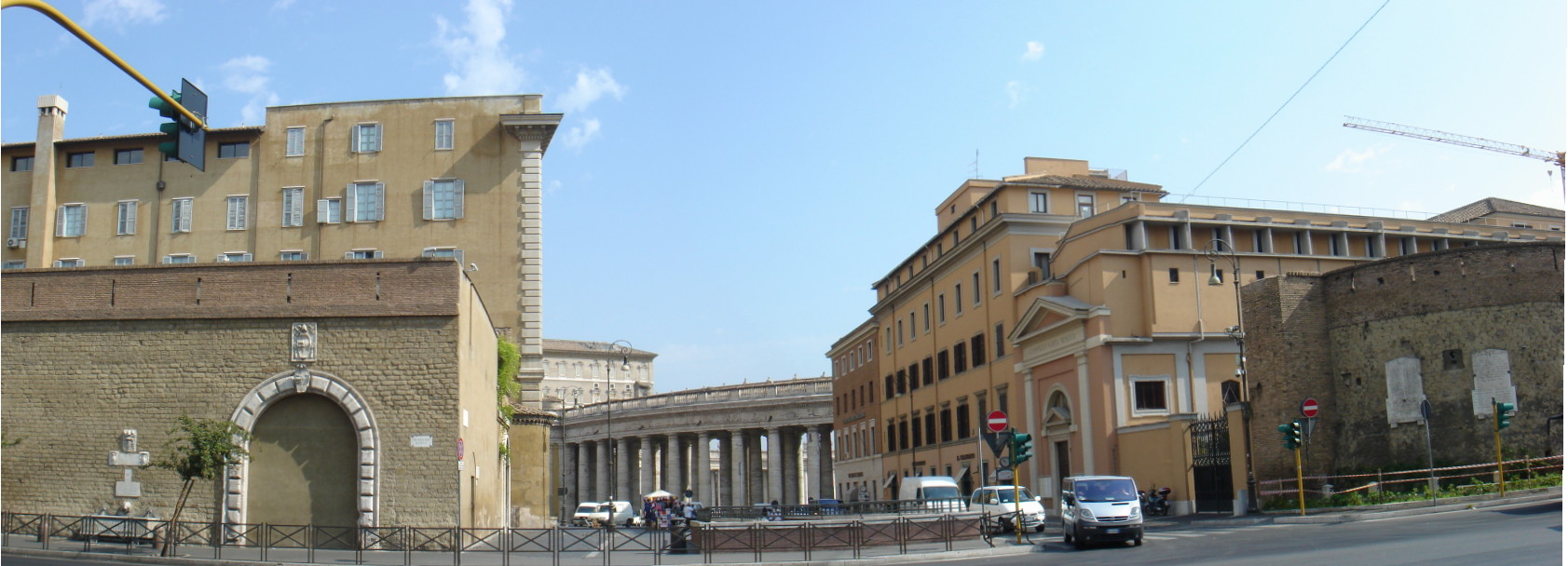
Porta Cavalleggeri e, sulla destra, i resti del “Turrionis”

Subito dopo il muro piega ad angolo retto verso ovest e s'interrompe (unico caso delle leonine) per motivi di viabilità, in corrispondenza della confluenza di piazza del Sant'Uffizio con largo di Porta Cavalleggeri, nella posizione in cui si trovava originariamente la porta. La cui semplice cornice, sormontata dallo stemma dei Borgia e priva dell'apertura non più necessaria, venne spostata qualche metro più avanti, dove riprende il muro, esattamente in corrispondenza dell'antica caserma dei cavalleggeri, lì trasferita da Pio IV, che diede il nuovo nome alla porta. Una lapide, lì vicino, ricorda i lavori di restauro operati sul muro.
Subito dopo la porta un sarcofago di epoca romana funge da vasca per una fontana con tre cannelle, sistemata lì per “pubblica utilità” da Pio IV. Quasi a renderla più importante della vicina porta, è sormontata da ben quattro lapidi: quella di Pio IV, una del Comune di Roma, una cardinalizia e un'altra di papa Clemente XI.
Un po' più avanti una lapide riferisce di un restauro operato nel 1858 da papa Pio IX: “URBIS LEONIANAE / A NICOLAO V PONT MAX / REFECTUM / PIUS IX PONT MAX / INSTAURAVIT / TUTIOREMQ REDDIDIT / ANNO MDCCCLVIII / CURANTE IOSEPHO FERRARI PRAEF AER.”.

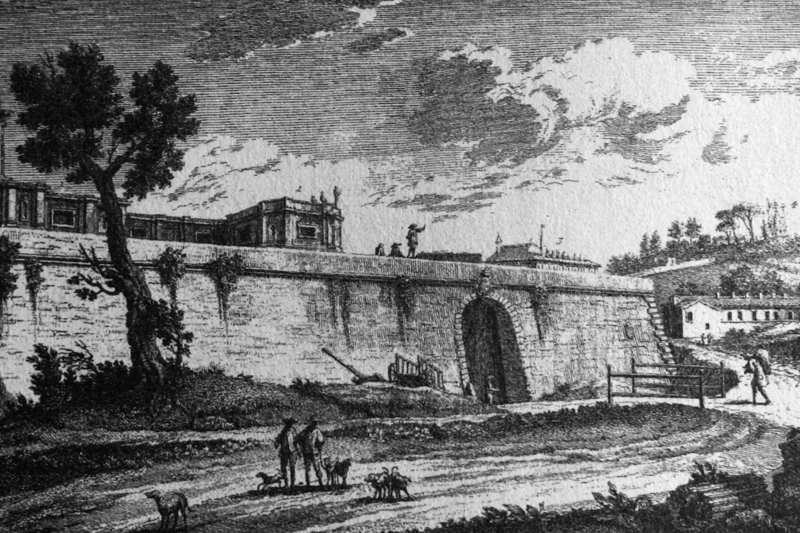
Porta Fabbrica. Incisione di Giuseppe Vasi

Poco dopo l'inizio di via della Stazione Vaticana, esattamente in corrispondenza della sagrestia della basilica di San Pietro, c'è porta Fabbrica, murata e parzialmente interrata, a fianco della quale uno stemma di Clemente XI sormonta il simbolo della Reverenda Fabbrica di San Pietro, una delle confraternite più potenti dell'epoca in cui venne eretta la basilica e tuttora esistente come ente preposto alla manutenzione del complesso.

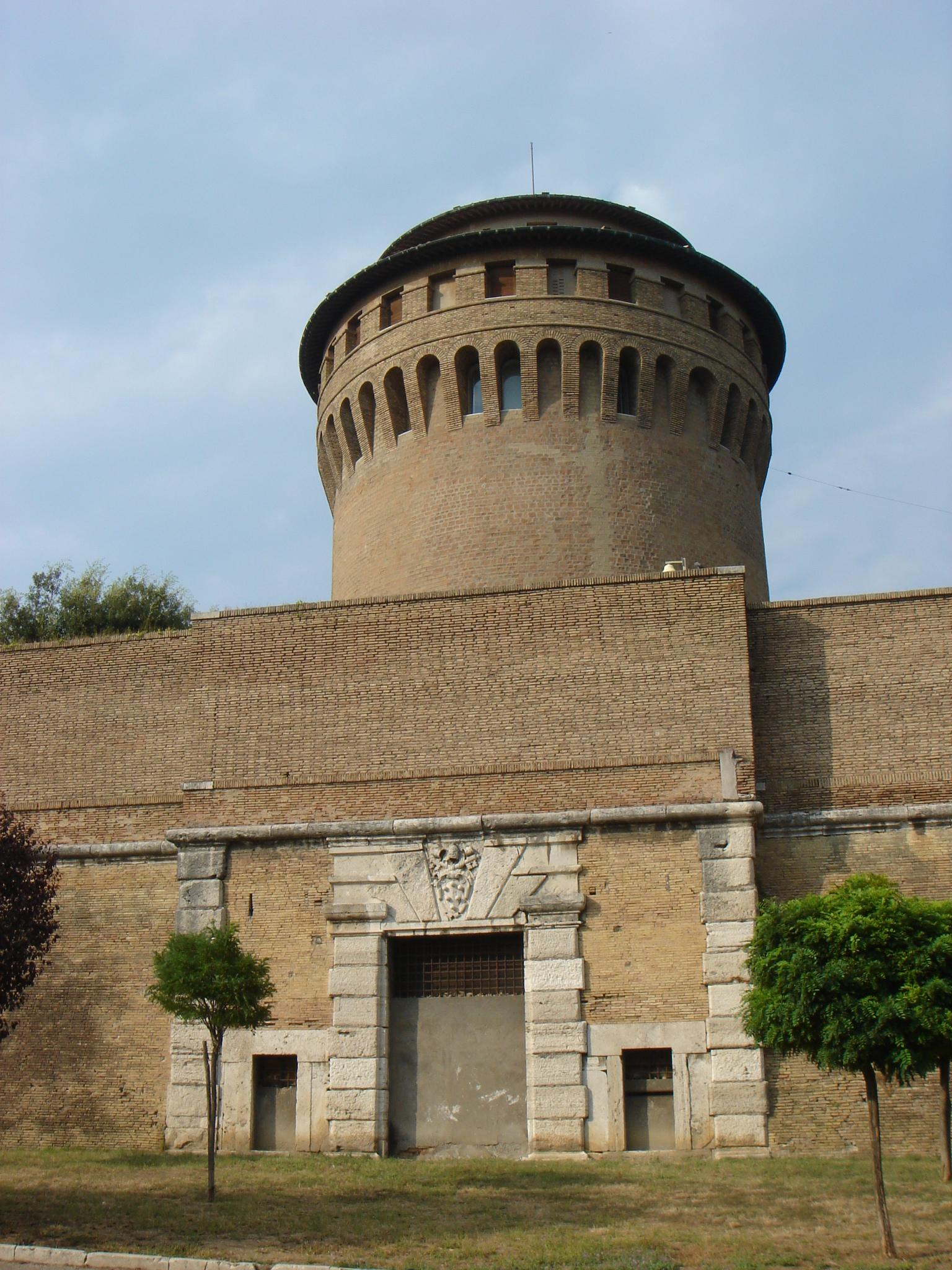
Porta Pertusa. Dietro, il Torrione di S. Giovanni

Dopo la porta, l'unico elemento di rilievo è un portale moderno con i battenti in ferro, quasi una porta blindata, sormontata da uno stemma di Pio XI, dopo la quale si raggiunge il ponte ferroviario che collega la stazione vaticana con la rete italiana. Da qui incomincia viale Vaticano e per i successivi 350-400 metri circa di muraglia, comprensiva di un bastione che anticipa una leggera deviazione verso nord-ovest, si osservano solo due stemmi di Pio V, del 1568 e del 1569, dopodiché si giunge alla porta Pertusa, nei pressi della via omonima, che è strutturata su tre aperture: due accessi secondari ai lati del portale principale. Anche questa è murata.
Proseguendo, uno stemma di Pio IV, risalente al 1564 e, pochi metri più avanti, il grande bastione triangolare (il punto più occidentale dello Stato Vaticano) che consente al muro un brusco cambio di direzione verso nord-est.
Poco dopo il bastione si trova una posterula murata di un certo interesse. Le testimonianze più antiche parlano di una porticella nei pressi della Pertusa a uso degli abitanti del “Palazzo”, ma si riferiscono al primitivo muro leoniano, che si trova qualche metro più indietro di quello attuale di Pio IV. Autori più recenti non forniscono molte indicazioni, lasciando supporre, come fa il Piale, che questo ingresso fu chiuso molto presto o, addirittura, non fu mai aperto.

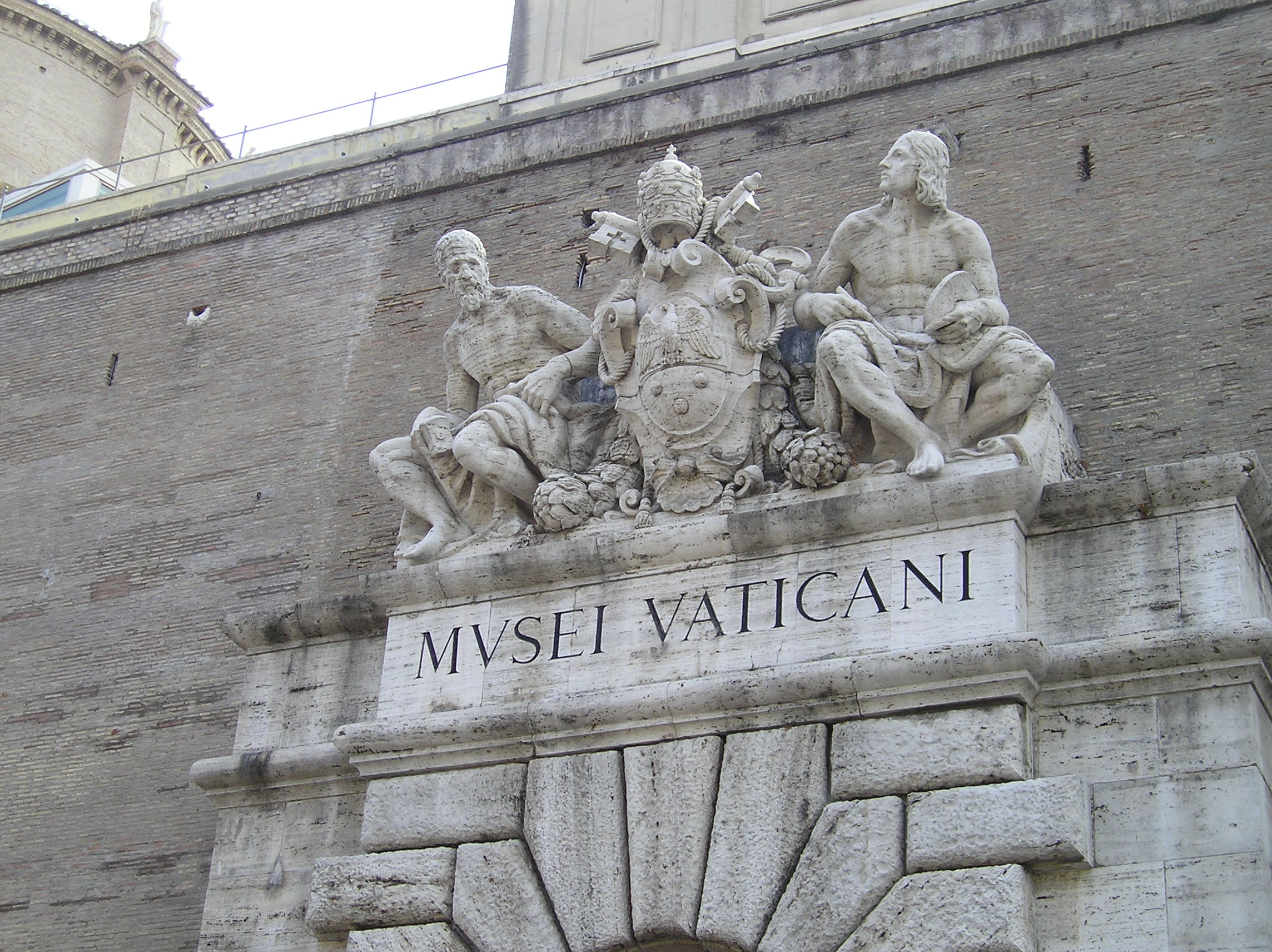
La targa sull’ingresso dei Musei Vaticani

Da qui in poi, fino all'ingresso dei Musei Vaticani, a poco meno di 1 km di distanza, la muraglia è un susseguirsi di bastioni e rientranze costellate di targhe e stemmi pontifici; se ne contano 5 di Pio IV, 4 di Pio V, 3 di Urbano VIII, 3 di Gregorio XVI, 1 di Clemente XII, 1 di Benedetto XIV, 1 di Pio VI con due sole iscrizioni di Pio IV, risalenti al 1564 e al 1565 e una lapide di papa Pio VII: “PIUS VII PONT. MAX. / ALESSANDRO LA(n)TE / PUBLICI AERARII PRAEFECTO / MDCCCVI”. Sull'ampio portale d'accesso ai Musei la relativa targa, coronata dalle statue di Michelangelo e Raffaello ai lati di uno stemma di Pio XI del 1932. Molto in alto, quasi sopra il portale, un'altra iscrizione esattamente uguale a quella appena vista di Pio VII e, poco oltre, uno stemma e un'iscrizione ancora di Pio IV, risalente al 1564, sormontato da un altro stemma, del 1833, di Gregorio XVI.

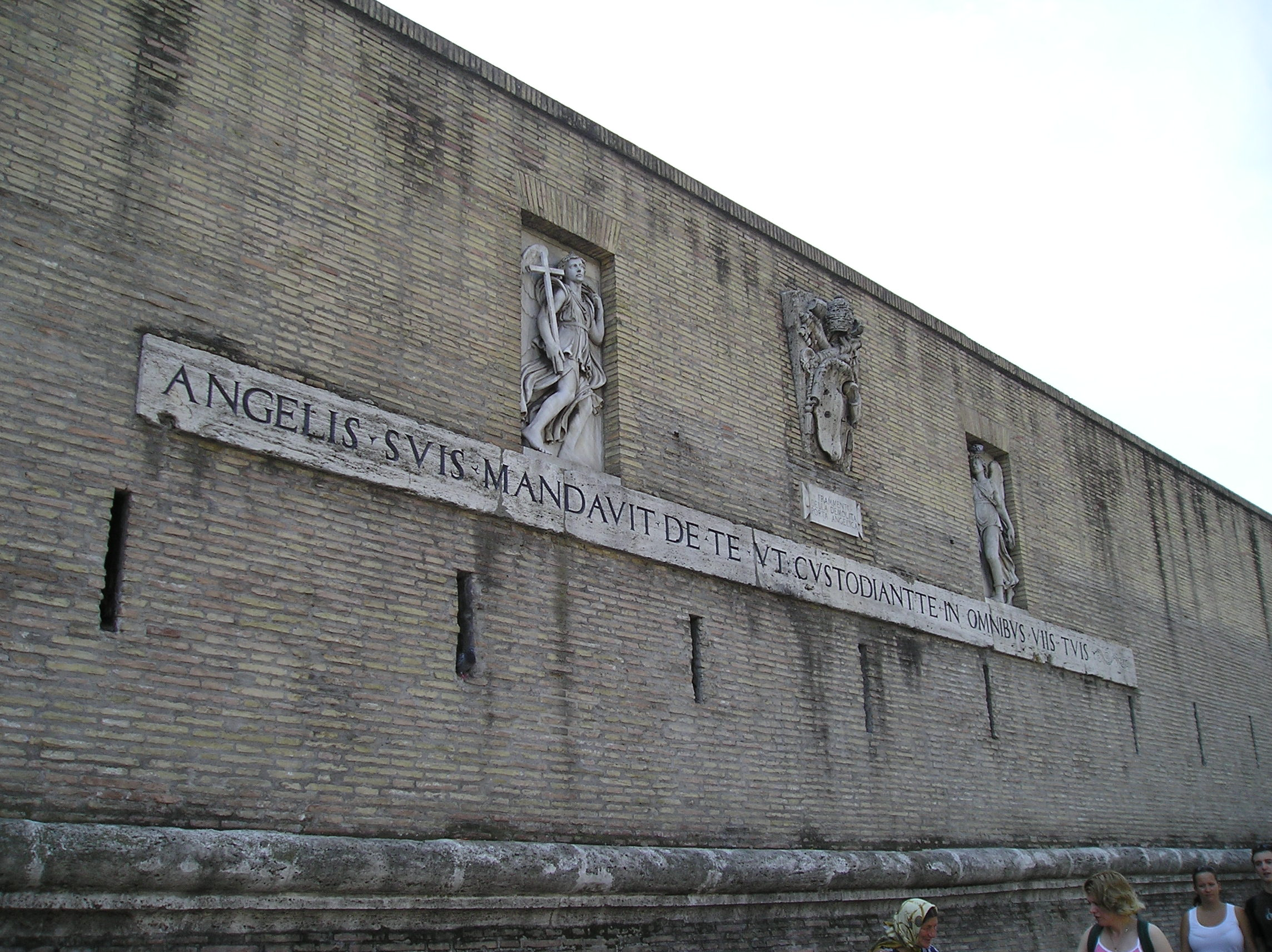
L’iscrizione e gli angeli di Porta Angelica

Pochi metri prima dell'angolo tra viale dei Bastioni di Michelangelo, piazza Risorgimento e via di Porta Angelica, una porta bronzea con lo stemma di papa Benedetto XVI, aperta nel 2006 e finalmente, all'angolo, un grande stemma della famiglia Farnese databile al 1542, a testimonianza dei lavori di papa Paolo III. Subito dietro, dove ora si trova uno stemma di Pio XI, esisteva la porta Angelica, alcuni resti della quale sono visibili incastonati nel muro prima di raggiungere l'angolo: si tratta dello stemma di Pio IV (dal quale sono state asportate le palle), di un'iscrizione lineare “ANGELIS SVIS MANDAVIT DE TE VT CVSTODIANT TE IN OMNIBVS VIIS TVIS” (“Egli ti ha inviato i suoi angeli affinché ti custodiscano in tutte le tue vie”), e le due statue degli angeli crociferi poste ai lati dell'apertura. Risulta dalle testimonianze che la porta recava la scritta, visibile uguale anche su porta Castello, “QUI VULT SALVAM REMP. NOS SEQUATUR”, “Chi vuole salva la Repubblica, ci segua”, esortazione che proveniva dai due angeli.
Di scarso interesse il tratto successivo della muraglia, orientato a sud, che costeggia via di Porta Angelica e che risale al 1929 quando, a seguito del Trattato del Laterano, vennero fissati i confini tra lo Stato Italiano e la Città del Vaticano. Lungo questo tratto si apre, in corrispondenza di via del Belvedere, la Porta di Sant'Anna, un moderno accesso alla Città del Vaticano. Il muro prosegue fino all'inizio di via di Porta Angelica, inserendosi perpendicolarmente nella parte iniziale del Passetto di Borgo. Dei primi 75 metri circa del lato occidentale, fino al Palazzo Apostolico, solo una parte è visibile, in quanto rientra quasi tutta nel territorio della Città del Vaticano. In più, è parzialmente utilizzato come muro di cinta della caserma della Guardia Svizzera ed è fortemente limitato all'osservazione a causa dell'estrema vicinanza del colonnato berniniano di piazza San Pietro. Oltre ad altri due fornici di Pio IV, l'elemento più rilevante di questo breve tratto è la Porta San Pellegrino, inserita tra due torri merlate e inglobata in una terza torretta più bassa; uno stemma e una lapide sono posti a memoria di un intervento di Alessandro VI: “ALEXANDER PP. VI ANNO MCCCCLXXXXII”.

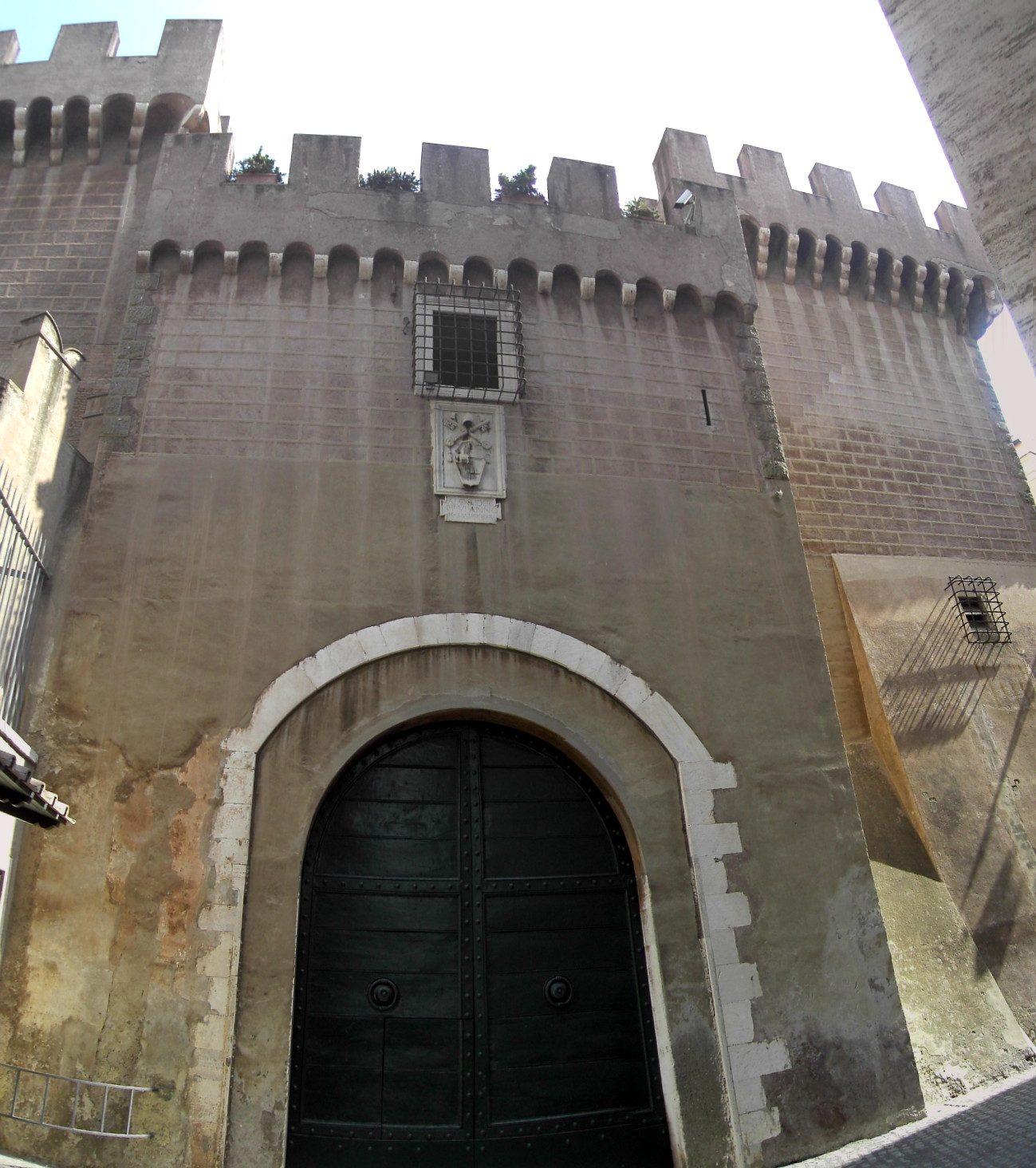
Porta San Pellegrino

Proprio la porta San Pellegrino è il punto d'intersezione tra il “Passetto”, che proseguiva ancora per pochi metri diritto verso ovest, e l'ampliamento operato da Niccolò V, il cui muro, ancora in parte visibile alla base del palazzo apostolico, da qui piega verso nord-ovest, superando il torrione fino all'incrocio con l'attuale via del Belvedere, dove si apriva la Porta Giulia. L'iscrizione posta sopra la porta è di epoca recente: “QUANDOQUIDEM IN THEATRO VATICANO / PRAESTITE MARIA MATRE SAPIENTIAE / PIUS XI PONTIFEX MAXIMUS / DIGNAM STUDIORUM SEDE CONSTITUIT / AD BIBLIOTHECAM AD TABULARIUM / AD PONTIFICIUM SOPHORUM COLLEGIUM / HAC PATET ADITOS”. Sul lato della porta, un'iscrizione lineare: “IULIUS II PONT. MAX LIGURUM VI. PATRIA SAONENSIS SIXTI IV NEPOS / VIAM HANC STRUXIT PONT. COMMODITATI”.
Dai resti tuttora visibili, che fiancheggiano via del Belvedere, si trattava di un muro particolarmente solido e possente, con merlature e finestre. In tempi recenti sono state aperte altre due porte, una anonima, per l'accesso al “Cortile del Triangolo”, e l'altra per opera di papa Pio X, come ricordato dallo stemma con relativa iscrizione “PROVIDENTIA PII X P. M. / ADITUS IN ADSCENSUM PATUIT / ANNO MCMX”. Il muro di Niccolò V prosegue verso nord, con interventi di Gregorio XVI e Pio XI, come ricordato dalle solite iscrizioni, all'incirca fino all'attuale confine, all'incrocio tra viale Vaticano e viale dei Bastioni di Michelangelo, unendosi con il muraglione appena visto.
Proseguendo il percorso all'esterno dello Stato Vaticano, all'inizio di via di Porta Angelica la coppia di fornici aperti per motivi di viabilità da Pio IV nel 1563 e dal Comune di Roma nel 1933 conserva una serie di lapidi a testimonianza di vari interventi. Al centro dell'architrave dell'apertura sul lato del Vaticano l'iscrizione ci informa che “PIUS IV MEDICES PONTIFEX MAX. VIAM ANGELICAM / TRIBUS MILLIBUS PASUUM AD CASSIAM DUXIT”, anche se la distanza tra la via Angelica e la via Cassia era di almeno un terzo più breve. Ancora più in alto uno stemma di Urbano VIII sormonta un'altra lapide che ci informa sui restauri operati da quel pontefice, compresa la copertura del passaggio: “URBANUS VIII MAX . / DEDUCTUM IN ARCEM LATENTI FORNICE / TRANSITUM / A VATICANO RUINAM MINANTEM / CONSTABILIVIT TECTOQUE MUNIVIT / ANNO MDCXXX PONT. VIII”. Analoga iscrizione sul fornice dell'altro lato, a ricordo però di un intervento del 1634.
Sotto questa iscrizione, in una posizione difficilmente visibile e leggibile, si trovano altre tre lapidi, risalenti all'epoca della prima edificazione del muro da parte di Leone IV. In una si riesce a leggere semplicemente “CIVITAS LEONIANA”; in un'altra “TEMPORIB DOM LEONIS Q P P HANCPAGINE ET DU / […]AS TURRISALTISNEMILITIA CONSTRUIT”; nella terza “HANC TURREM / ETRAGINEUNA F / ACTA AMILITIAE / CAPRACORUM / TEM.DOM.LEONIS / QUAR PP AGO AGATHO E […]”. Un'ultima iscrizione più recente, posta sotto le precedenti e probabilmente proveniente dalla porta Angelica ci informa, a completamento di quanto già trovato sul lato opposto, che “PIUS IV MEDICES PONTIFEX MAX. PORTAM / ANGELICAM IUXTA CASSIAM APERUIT / MDLXIII”. Sull'altro fornice, da entrambi i lati, una semplice iscrizione sotto lo stemma sabaudo: “NELL'ANNO MCMXXXIII XI E.F. FU APERTO QUESTO SECONDO FORNICE”.
Da qui comincia il tratto visibile del “Passetto di Borgo”, che costeggia le attuali via dei Corridori e Borgo Sant'Angelo fino a raggiungere Piazza Pia e Castel Sant'Angelo. Sono immediatamente visibili le arcate lungo quasi tutto il muro, e le strette feritoie sotto la merlatura, che danno luce al camminamento interno. Poco oltre una torretta, in corrispondenza di via del Mascherino, si trova un'altra coppia di fornici aperti per motivi di traffico da Pio IV (ancora uno stemma) e dal Comune di Roma in occasione dell'Anno Santo del 1950. Un altro fornice con stemma di Pio IV per l'accesso a via del Farinone, poi tracce di altri fornici murati in un tratto in cui la struttura vagamente disordinata e disomogenea del muro testimonia di restauri un po' approssimativi.
Ancora una mezza torretta e l'apertura del vicolo delle Palline, il cui nome è dovuto alla presenza, su entrambi i lati del fornice, del solito stemma di Pio IV. Che si ripete di nuovo in corrispondenza dell'apertura per il vicolo d'Orfeo. Di Clemente VIII sono invece gli stemmi che sormontano i successivi tre fornici murati, prima di giungere a quella che viene erroneamente chiamata porta Castello. Si tratta di due aperture realizzate, come quelle di via del Mascherino, da Pio IV e, per agevolare ulteriormente il traffico, dal Comune di Roma.
Tutto il tratto di muro da via del Mascherino a porta Castello è praticamente invisibile dal lato esterno a causa delle vecchie costruzioni addossate al muro stesso, mentre sulla parte interna, totalmente libera e visibile, tracce di intonaci testimoniano dell'antica presenza di costruzioni ormai demolite.

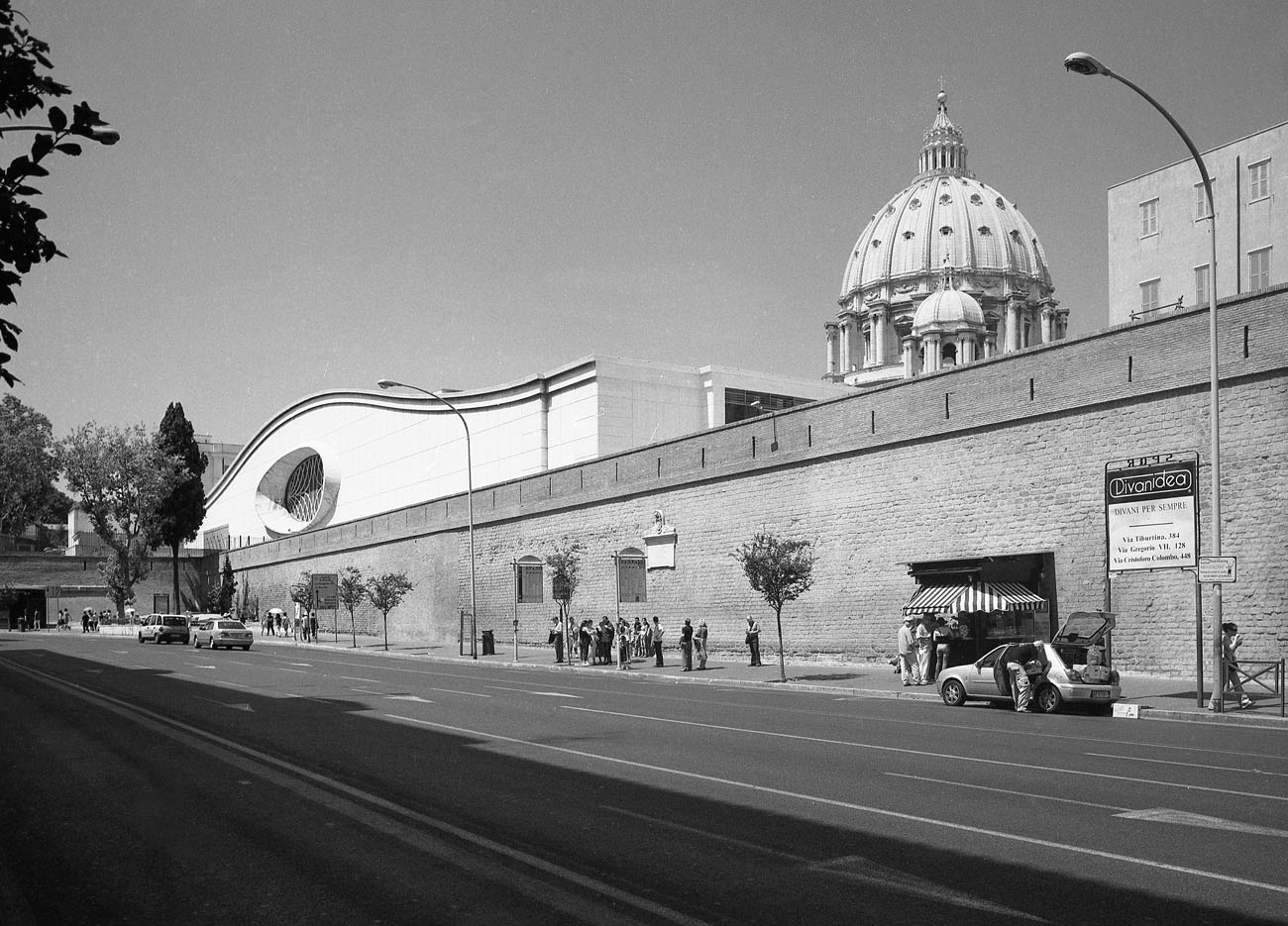
Via di Porta Cavalleggeri (2007)

Sull'ultimo tratto di muro è visibile un fornice murato, di cui non si hanno notizie, sormontato da uno stemma di Alessandro VI, e poco più avanti una lapide a ricordo dei caduti della prima guerra mondiale. Dopo i fornici aperti per il flusso del traffico cittadino in corrispondenza di piazza Pia, il “Passetto” si unisce al Bastione di San Marco (quello più occidentale del castello) scavalcando con un'ampia arcata il fossato. L'arco è sormontato da uno stemma pontificio circondato da altri tre stemmi più piccoli, ma sono stati tutti accuratamente scalpellati, per cui solo una targa posta più in basso consente di attribuire il fossato e l'arcata ai lavori di Pio V.
Secondo il Piale la posterula di Sant'Angelo doveva trovarsi in corrispondenza proprio dell'arco, mentre il Nibby la pone più a sud-ovest, all'incrocio tra i demoliti Borgo Nuovo e Borgo Vecchio, quindi praticamente alla fine di via della Conciliazione. A questa incertezza va aggiunta quella relativa all'esatta dislocazione della Porta Cornelia delle mura aureliane, che sembrerebbe doversi posizionare a poca distanza, un po' più vicina al bastione più a sud, praticamente tra gli attuali lungotevere Vaticano e largo Giovanni XXIII. Però non si è ancora trovata una soluzione al problema se la Cornelia-Sant'Angelo fosse un'unica porta (in una delle tre posizioni proposte) o se si tratti di due aperture vicine ma distinte.

### Porte nelle mura
Segue l'elenco delle porte che si aprono o si aprivano nelle mura leonine, a partire da sud e in senso antiorario.
| Porta                | Altri nomi                                                     | Note | Immagine |
| -------------------- | -------------------------------------------------------------- | --- | -------- |
| Porta Santo Spirito  | Posterula Saxonum                                              | Era una delle tre porte originarie che si aprivano nella prima cinta muraria di metà IX secolo, assieme alle Porte Sant'Angelo e San Pellegrino. Attualmente si presenta nel suo tipico aspetto incompiuto, non venendo ultimata né dal Sangallo a causa della sua morte, né da Michelangelo che pure ne ereditò il progetto. |          |
| Porta Cavalleggeri   | Porta Turrionis                                                | Fu verosimilmente aperta nel lasso di tempo tra il ritorno del papato da Avignone (nel 1378) ed il pontificato di Niccolò V (1447-1455). Fu murata nel 1904. |          |
| Porta Fabbrica       | Porta Fabrica, Porta Fornacum                                  | Fu costruita forse ca. il 1415 dall'antipapa Giovanni XXIII assieme alla vicina Porta Pertusa. Prese poi il suo nome dalla Fabbrica di San Pietro, l'ente preposto alla costruzione e manutenzione della Basilica di San Pietro. Attualmente murata. |          |
| Porta Pertusa        | -                                                              | Fu costruita forse ca. il 1415 dall'antipapa Giovanni XXIII assieme alla vicina Porta Fabrica. Chiusa e riaperta in più occasioni. |          |
| Porta Angelica       | -                                                              | Gemella della vicina Porta Castello, furono entrambe realizzate da Pio IV nel 1563 e demolite nel 1888 assieme al tratto di mura compreso tra esse. |          |
| Porta San Pellegrino | Porta Aurea, Porta Cassia, Porta Sancti Petri, Porta Viridaria | Era una delle tre porte originarie che si aprivano nella prima cinta muraria di metà IX secolo, assieme alle Porte Santo Spirito e Sant'Angelo. Perse gran parte della sua funzione militare in seguito agli ampliamenti della cinta muraria voluti da Niccolò V ca. il 1450 e poi da Pio IV, che la fece murare nel 1563. Fu riaperta da Papa Leone XII nel 1823 come accesso alla caserma della Guardia Svizzera, ruolo che mantiene tutt'oggi. |          |
| Porta Castello       | -                                                              | Gemella della vicina Porta Angelica, furono entrambe realizzate da Pio IV nel 1563 e demolite nel 1888 assieme al tratto di mura compreso tra esse. |          |
| Porta Sant'Angelo    | -                                                              | Era una delle tre porte originarie che si aprivano nella prima cinta muraria di metà IX secolo, assieme alle Porte Santo Spirito e San Pellegrino. Precocemente scomparsa, tanto che è incerta anche la sua collocazione: certamente a ridosso dei bastioni occidentali di Castel Sant'Angelo, da cui prendeva il suo nome. |          |